# جون فونتين
جون فونتين (بالإنجليزية: John Fontaine)‏ هو سياسي أمريكي، ولد في 1792، وتوفي في 1866.